# Ruta de Illinois 155
La Ruta de Illinois 155, y abreviada IL 155 (en inglés: Illinois Route 155) es una carretera estatal estadounidense ubicada en el estado de Illinois. La carretera inicia en el oeste desde la GRR 1     en Red Bud hacia el este en la IL 3  , GRR 1   en Ruma. La carretera tiene una longitud de 17,4 km (10.81 mi).

## Mantenimiento
Al igual que las autopistas interestatales, y las rutas federales y el resto de carreteras estatales, la Ruta de Illinois 155 es administrada y mantenida por el Departamento de Transporte de Illinois por sus siglas en inglés IDOT.